# Binia Beeli
Binia Beeli, född den 13 oktober 1978 i Chur, Schweiz, är en schweizisk curlingspelare.
Hon tog OS-silver i damernas curlingturnering i samband med de olympiska curlingtävlingarna 2006 i Turin.